# Ерпел
Ерпел (њем. Erpel) општина је у њемачкој савезној држави Рајна-Палатинат. Једно је од 62 општинска средишта округа Нојвид. Према процјени из 2010. у општини је живјело 2.583 становника. Посједује регионалну шифру (AGS) 7138019.

## Географски и демографски подаци
Ерпел се налази у савезној држави Рајна-Палатинат у округу Нојвид. Општина се налази на надморској висини од 56 метара. Површина општине износи 9,2 km². У самом мјесту је, према процјени из 2010. године, живјело 2.583 становника. Просјечна густина становништва износи 280 становника/km².